# Aiutami Hope!
(Tagline originale)
Aiutami Hope! (Raising Hope) è una serie televisiva statunitense creata da Greg Garcia, trasmessa dal 2010 al 2014 su Fox.
In Italia la serie ha debuttato il 3 febbraio 2011 sul canale satellitare Fox; in chiaro Cielo ha trasmesso solamente l'episodio pilota il 22 aprile 2012.

## Trama
James Chance, detto Jimmy, dopo aver passato una notte con una misteriosa ragazza di cui non conosce nemmeno il nome, scopre che questa è una pericolosa serial killer ricercata dalla polizia. La ragazza, Lucy, nove mesi dopo dà alla luce una bambina, che lei chiama "Princess Béyonce" ma che Jimmy ribattezza "Hope" (letteralmente speranza). In seguito viene giustiziata sulla sedia elettrica, e la bambina viene presa in affidamento dal padre, insieme alla sua stramba famiglia: la nonna Virginia e suo marito Burt, i giovani genitori di Jimmy, e la trisavola Maw Maw, la cui demenza senile la porta agli atteggiamenti più imbarazzanti. Allo stesso tempo, Jimmy conosce Sabrina, una ragazza che lavora al supermercato dove lui lavora e la sua famiglia fa la spesa tutte le settimane, e se ne innamora.

## Episodi
| Stagione         | Episodi | Prima TV USA | Prima TV Italia |
| ---------------- | ------- | ------------ | --------------- |
| Prima stagione   | 22      | 2010-2011    | 2011            |
| Seconda stagione | 22      | 2011-2012    | 2012            |
| Terza stagione   | 22      | 2012-2013    | 2013            |
| Quarta stagione  | 22      | 2013-2014    | 2014            |

## Personaggi e interpreti

### Principali
- James "Jimmy" Chance, interpretato da Lucas Neff.
Il padre ventitreenne di Hope, che non ha idea di come crescere una bambina. Jimmy è innamorato di Sabrina, una ragazza che lavora al supermercato della sua cittadina e lavora con suo padre nella loro attività privata di tagliaerba. Una sua particolarità è quella di mangiarsi i capelli (o le sopracciglia) nei momenti di stress (Dite cheese). I rapporti con sua madre sono sempre stati affettuosi, invece con il padre sono sempre stati freddi. Questo fino a quando Jimmy non riconosce in lui un vero padre (Felice Halloween). Lavora anche part-time nel supermercato della cittadina (Bollino blu). Lui e tutta la sua famiglia sono cristiani praticanti (Buon Natale Hope), tanto che ogni venerdì non mangiano carne ma pesce, quindi carne magra (La cugina Delilah).
- Virginia Chance, interpretata da Martha Plimpton.
La nonna di Hope. Sua madre la abbandonò a soli due anni e venne dunque cresciuta dalla nonna, Maw Maw. A soli quindici anni rimase incinta di Jimmy. Ha una cugina di nome Delilah con cui non va per niente d'accordo (La cugina Delilah).
- Burt Chance, interpretato da Garret Dillahunt.
Nonno di Hope e marito di Virginia. Gestisce una ditta di giardinaggio e di puliture di piscine privata insieme al figlio Jimmy. Burt fu per un periodo socio in affari di "Pollice", ora un ricco imprenditore di una grande azienda di giardinaggio. Burt decise di licenziarsi da lui per creare una sua ditta privata (Il raffreddore di Hope). Burt ha un fratello di nome Bruce con il quale non ha grandi rapporti di amicizia e ha un nipote di nome Mike che ha ospitato in casa sua per diversi anni, prima che questo si trasferisse in una setta e si sposasse (Fratelli e mariti).
- Sabrina Collins, interpretata da Shannon Woodward.
Commessa del supermercato del quartiere della famiglia Chance, diviene presto l'interesse amoroso di Jimmy. Sabrina è fidanzata con Wyatt, ragazzo ricco che frequenta l'Università di Oxford (Felice Halloween). Spesso però i due rompono il fidanzamento, ma entro poche ore si rimettono insieme, a discapito anche delle azioni che Jimmy fa per dividerli (Amore demenziale). Alla fine Sabrina lascia Wyatt quando capisce di amare Jimmy e i due intraprendono una relazione.
- Barbara June "Maw Maw", interpretata da Cloris Leachman.
La trisnonna di Hope e nonna di Virginia, è affetta dal Malattia di Alzheimer; la sua demenza senile è interrotta da brevi e rari momenti di lucidità, ovvero se viene svegliata di notte e alcune volte durante la giornata (Segreti di famiglia). Sua è la casa dove abita tutta la famiglia. Nel 1949 lavorava come oste in una tavola calda (Ecco i nonni). Ha 84 anni (Una storia sporca).
- Barney Hughes, interpretato da Gregg Binkley (ricorrente st. 1; regular st. 2[4])
È il direttore del supermercato della cittadina chiamata "Howdy's Market". È anche il capo di Sabrina e Jimmy. È single e gli unici amici che ha sono per l'appunto Sabrina e Jimmy, da cui passa varie feste. Cinque anni prima che Jimmy lo incontrasse, Barney era un uomo obeso. Mentre rincorreva uno zingaro (che tra l'altro era lo stesso Jimmy) una notte, vide un cartellone con sopra sponsorizzato il numero di telefono di una clinica che si occupava di bypass gastrici. Solo allora Barney decise di sottoporsi all'intervento chirurgico per diminuire il proprio peso (Compleanni).

### Secondari
- Shelley, interpretata da Kate Micucci.
La cugina di Sabrina. Gestisce un asilo nido, dove viene ammessa anche Hope. È stata la ragazza di Jimmy anni prima. Ha perso un incisivo dopo che Frank le tirò un barattolo in faccia (Compleanni). Prima dell'incidente lavorava anch'ella all'Howdy's Market.
- Mike, interpretato da Skyler Stone.
Il cugino di Jimmy, con il quale lavorava nella ditta di giardinaggio dello zio. Vive in una tenda da campeggio a casa Chance, finché non incontra una ragazza e si unisce ad una setta. Mike è tuttora sposato con Tanya e con i suoi 3 fratelli-mariti in un matrimonio poligamico (Fratelli e mariti).
- Frank, interpretato da Todd Giebenhain.
Frank è un commesso dell'Howdy's Market. Tutti lo considerano pazzo e tetro (Amore demenziale). Fa spesso dei riferimenti alle catastrofi o alla morte in ogni discorso, ma nonostante questo è amico di Jimmy (Compleanni).
- Lucy Carlyle, interpretata da Bijou Phillips.
La madre di Hope. Dopo aver passato una notte con lei, Jimmy scopre che è una serial killer ricercata dalla polizia. Sei mesi dopo aver dato alla luce la bambina, alla quale dà il nome di "Princess Béyonce", viene giustiziata sulla sedia elettrica. Princess Béyonce verrà poi rinominata da Jimmy "Hope". In seguito si scopre che Lucy non era morta e che era riuscita a sopravvivere alla condanna, la ragazza cerca di riconquistare Hope e Jimmy, ma quando capisce che lui è innamorato di Sabrina decide di ucciderla, ma muore investita da un camper nel tentativo di accoltellarla, si scoprirà essere sopravvissuta all'incidente con gravi ripercussioni sulla sua sanità mentale, infatti sarà convinta di avere 8 anni, a patto di non incontrare mai Jimmy e Sabrina.

## Produzione
Nel giugno 2009, la Fox firma un contratto con Greg Garcia per la proiezione della serie televisiva, originariamente intitolata Keep Hope Alive. Le riprese sono iniziate nel novembre 2009, con Lucas Neff che interpreta Jimmy, il protagonista e padre della bambina Hope; Martha Plimpton nel ruolo di sua madre Virginia e Garret Dillahunt nei panni del padre di famiglia, Burt. Successivamente, i primi di dicembre entra in scena anche la bisnonna di Jimmy Cloris Leachman nel ruolo di Maw Maw.
Il 10 gennaio 2011 la serie è stata rinnovata per una seconda stagione, in onda dal 20 settembre 2011 negli Stati Uniti.
Il 9 aprile 2012 la serie è stata rinnovata per una terza stagione, in onda dal 2 ottobre 2012 negli Stati Uniti.
Il 4 marzo 2013 la serie è stata rinnovata anche per una quarta stagione, che non vedrà però la partecipazione di Greg Garcia come sceneggiatore e showrunner.
Il 10 marzo 2014 la serie è stata cancellata dopo la quarta stagione.

## Tributi aMy Name Is Earl
L'autore della serie, Greg Garcia, prima di questa serie ne aveva creata un'altra: My Name Is Earl. Quest'ultima è stata cancellata dopo 4 stagioni e 96 episodi. Greg ha quindi deciso di dare diversi tributi alla serie cancellata. Già nel primo episodio, si coglie un riferimento alla serie, quando si può sentire al telegiornale la notizia di un "piccolo criminale che è riuscito a rimediare ai suoi errori".
Inoltre, il protagonista dell'altra serie, Jason Lee, compare come guest-star nell'episodio Burt Rocks sotto le sembianze della vecchia rock star Smokey Floyd. Compare anche il co-protagonista della serie di Earl, Eddie Steeples, nell'episodio Taglia e cuci.
Nel 21º episodio della prima stagione, Baby Monitor, compaiono Ethan Suplee e Jaime Pressly (co-protagonisti in My Name Is Earl) nel ruolo di Andrew e Donna, una coppia sposata che si trasferisce di fianco alla casa di Jimmy. Ethan Suplee compare nuovamente nell'episodio Bro-gurt della seconda stagione.
Un altro riferimento a MNIE si ha all'inizio della seconda stagione, quando Virginia crede che Jimmy sia in grado di cantare e suonare benissimo il piano, solo dopo aver bevuto 8 birre, le stesse 8 birre che servivano a Randy Hickey per mentire con successo in MNIE.
Oltre a questi ci sono stati altri riferimenti indiretti alla serie, ad esempio nell'episodio Burt Rocks, Smokey Floyd chiama Gregg Binkley erroneamente Kenny, ovvero il ruolo che ricopriva nella precedente serie. Ci sono poi alcune coincidenze che legano i personaggi di My Name Is Earl a quelli di Aiutami Hope!, ad esempio: sia Earl che Virginia hanno la scoliosi, sia nella casa dei Chance che in quella dei Turner c'è un buco nella parete causato da uno sparo che in entrambi i casi viene coperto da un quadro, inoltre Jerry Van Dyke compare come guest-star in entrambi gli show, e in tutti e due dice di essere reduce di una guerra in Corea.
Un altro importante riferimento lo si può vedere nell'episodio Compleanni della prima stagione, quando Jimmy guarda alla televisione un programma in cui si vede una donna tirare calci ad un uomo. La scena presentata non è altro che uno spezzone dell'episodio Chi l'ha visto (2ª parte) della quarta stagione di My Name Is Earl. Un altro riferimento alla quarta stagione di Earl, anche se più nascosto, è fatto tramite il titolo dell'episodio finale della prima stagione: Don't Vote for this Episode. C'è una somiglianza con il titolo originale alternativo dell'episodio Occhio per occhio in Earl. Difatti, il titolo originale dell'episodio era: Vote for This [Episode] and I Promise to Do Something Crazy at the Emmys. Il titolo è stato poi cambiato con Monkeys Take a Bath. Da notare il fatto che entrambi gli episodi sono stati scritti e diretti da Greg Garcia, creatore di entrambe le serie.
Sempre nel ventiduesimo episodio vi è un riferimento a My Name Is Earl: Virginia e Burt, per scrivere, utilizzano una carta da hamburger con il marchio di Chubby, imprenditore del precedente telefilm.
Nell'episodio Mai più senza Hope! della seconda stagione si può vedere una locandina fuori dal cinema di Natesville che promuove un film chiamato: My Name Is Earl - The Movie, sulla locandina comunque non compare nessun attore riconoscibile della serie stessa.
Nell'episodio La scommessa della seconda stagione, compare come guest-star l'attrice Dale Dickey nei panni di Patty, una prostituta della zona. La stessa Dickey era già comparsa nei medesimi panni anche in My Name Is Earl in varie occasioni. Patty dice inoltre di provenire da una città chiamata "Camden City", proprio la zona dove viveva prima in My Name Is Earl. Sempre nello stesso episodio compare anche in un cameo Tim Stack che oltre ad essere uno degli sceneggiatori di entrambe le serie, interpretava se stesso nella serie di Earl. Era difatti abitualmente insieme a delle prostitute e costantemente ubriaco, proprio come succede anche in Aiutami Hope!
Nell'episodio Un maiale per amico della seconda stagione, Virginia fa riferimento ad una serie televisiva incentrata sul karma in cui un delinquente cercava di redimere i suoi peccati. Il riferimento ovviamente è sempre a My Name Is Earl.
Nella seconda stagione della serie è invece presente un episodio chiamato Segreti e rivelazioni (chiamato Inside Probe nell'edizione originale), girato in stile falso-documentario, che parla di un programma televisivo che fa ricerche sulla famiglia Chance. Un episodio di doppia durata dallo stesso titolo, girato anch'esso in stile falso-documentario e anch'esso riguardante le indagini della polizia è presente nella quarta stagione di My Name Is Earl. Inoltre durante le pause pubblicitarie di "Inside Probe" è possibile notare la pubblicità di My Name is Earl.
Nella terza stagione, nell'episodio Throw Maw Maw from the House (Part 2), la casa di cura in cui viene mandata Maw Maw è chiamata Earl J. Hickey Memorial Nursing Home (tradotta come Casa di cura in memoria di Earl J. Hickey). Earl J. Hickey è difatti il protagonista di My Name Is Earl e se immaginiamo che le due serie condividano lo stesso universo immaginario allora si può immaginare che Earl sia morto, probabilmente commettendo delle buone azioni, dato che la casa di cura è intitolata alla sua memoria. Nel sedicesimo episodio (Yo Zappa do: part 2), Burt calcia nella parti basse il produttore della NBC Graham Clarke urlando "questo è per aver cancellato My Name is Earl!" per poi scappare.
Importante tributo a My Name Is Earl, forse il più importante, si ha nel 19º episodio (Make the Band): Hope festeggia il suo 3º compleanno, la festa sembra rivelarsi un fiasco sino a quando Smokey Floyd, su richiesta di Burt e Virginia, supportato dalla collaborazione di Barney (Kenney in My Name Is Earl), Andrew (Randy in MNIE), Donna (Joy in MNIE), la ballerina (Catalina in MNIE)e Tyler (Darnel Crabbman Turner in MNIE) dà vita ad una band. Smokey Floyd si trova a Natesville per cancellare Burt e Virginia dalla sua lista, la stessa lista che accende in lui una piccola credenza nel Karma approvando l'idea della Band. Tutti i personaggi citati, nello stesso episodio, riveleranno particolari della loro vita comuni alla serie My Name Is Earl:
- Tyler afferma di aver avuto una tartaruga (Mr.Turtle). Fa una battuta riguardo ad un "Crabbman" e si saluta con Smokey Floyd così come facevano Gamberone e Earl e esclama di far parte del programma protezione testimoni;
- Donna conferma quanto detto da Tyler, cioè di aver avuto una relazione insieme;
la ballerina afferma di essere stata una spogliarellista;
- Smokey Floyd conclude l'episodio con un pensiero riguardante Burt e Virginia che gli chiedono di esser cancellati dalla sua lista e mostra una nuova lista scritta esattamente come quella di Earl J Hickey. Nello stesso episodio, quando Smokey viene intervistato in TV lo si può vedere seduto vicino a Tim Stark (l'attore ubriacone di My name is Earl).

### Personaggi
Durante il corso della serie compaiono anche in parti minori altri personaggi già presenti in vari episodi in My Name Is Earl:
| Attore           | Aiutami Hope!        | My Name Is Earl      |
| ---------------- | -------------------- | -------------------- |
| Jason Lee        | Smokey Floyd         | Earl J. Hickey       |
| Gregg Binkley    | Barney               | Kenny James          |
| J. Lamont Pope   | Poliziotto           | Jasper               |
| Josh Wolf        | Josh                 | Josh                 |
| Ethan Suplee     | Andrew               | Randy Hickey         |
| Jaime Pressly    | Donna                | Joy Turner           |
| Todd Giebenhain  | Frank                | Arlo                 |
| Lou Wagner       | Wally Phipps         | Mr. Covington        |
| Amy Sedaris      | Delilah              | Gattara              |
| Eddie Steeples   | Tyler                | Darnell Turner       |
| Jerry Van Dyke   | Mel                  | Jerry                |
| Abdul Goznobi    | Mr. Singh            | Iqball               |
| Carla Jimenez    | Rosa                 | Penelope             |
| Ray Santiago     | Javier               | Fratello di Catalina |
| Julia Vera       | Lupe                 | Madre di Catalina    |
| Dan Coscino      | Dancing Dan          | Se stesso            |
| Dale Dickey      | Patty                | Patty                |
| Abdul Goznobi    | Cantante in un bar   | Iqball               |
| Timothy Stack    | Se stesso            | Se stesso            |
| Michael Rapaport | Michael il cane-uomo | Frank                |

## Riconoscimenti
- 2015 - Young Artist Awards[14]
  - Nomination Miglior performance in una serie televisiva - Giovane attrice ricorrente di anni 17-21 a Kelly Heyer